# Tomas (distrito)
O Distrito peruano de Tomas é um dos trinta e tês distritos da Província de Yauyos, situada no Departamento de Lima, pertencente a Região de Lima, Peru.

## Transporte
O distrito de Tomas é servido pela seguinte rodovia:
- PE-24, que liga o distrito de Cerro Azul (Região de Lima) à cidade de Chilca (Região de Junín) [1][2][3]